# Angelo Martinengo di Villagana
Angelo Martinengo Palatini di Villagana (Brescia, 17 febbraio 1833 – Brescia, 17 aprile 1894) è stato un politico e avvocato italiano.
Fu senatore del Regno d'Italia nella XIII legislatura.

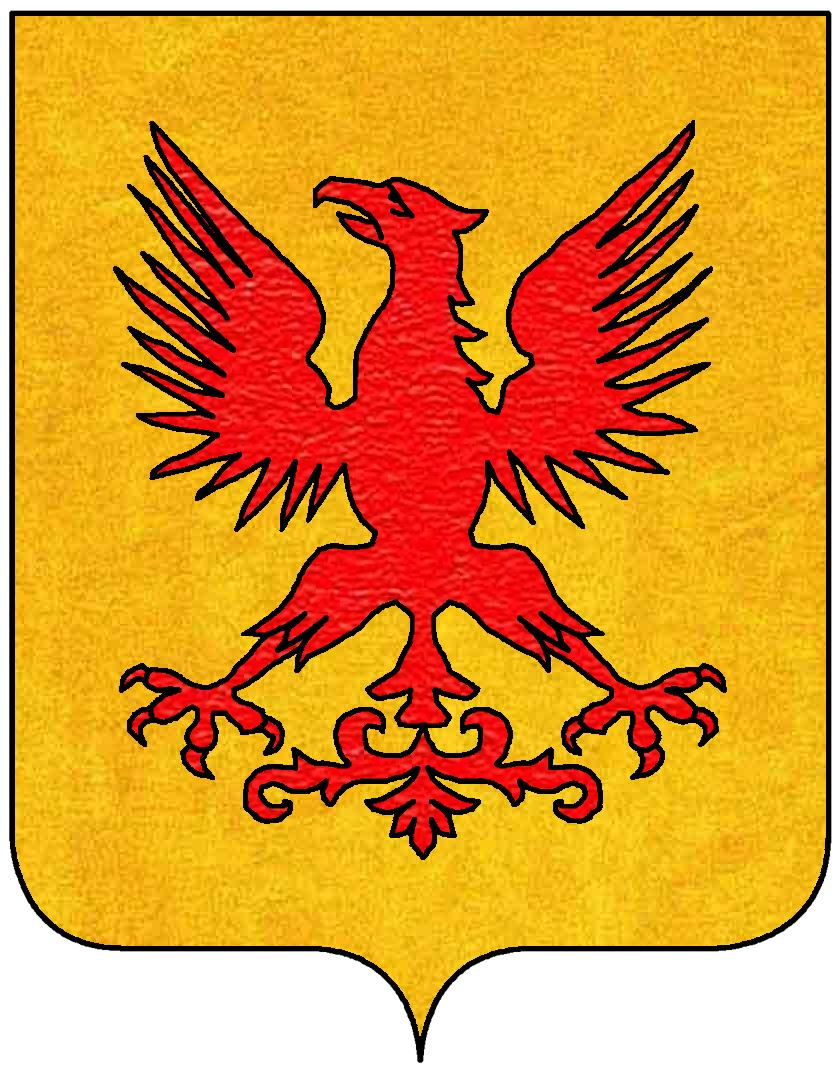
Stemma dei Martinengo

## Biografia
Conte di Villachiara e Villagana, era figlio di Giovanni Martinengo di Villagana e Teodora Lechi, ed era fratello di Luigi, Carlo, Giovanni.
Sposò Rachele Gargantini.